# Kwartalnik Historii Kultury Materialnej
Kwartalnik Historii Kultury Materialnej – kwartalnik wydawany przez Instytut Archeologii i Etnologii Polskiej Akademii Nauk (dawniej Instytut Historii Kultury Materialnej). Ukazuje się nieprzerwanie od 1953 roku. Czasopismo ma charakter interdyscyplinarny, integrując zwłaszcza historyków, historyków sztuki, archeologów i etnologów zainteresowanych dziejami cywilizacji. Publikuje rozmaite teksty z zakresu historii kultury materialnej. Oprócz podstawowych artykułów naukowych w formie obszernych opracowań i krótszych komunikatów, na jego łamach ukazują się także edycje źródłowe, recenzje i omówienia aktualnych wydawnictw.
Kwartalnik jest jednym z wiodących periodyków w zakresie nauk humanistycznych w Polsce. Skierowany do szerokiego grona odbiorców – badaczy, muzealników, rekonstruktorów. Zamieszczane materiały obejmują znaczny zakres tematyczny i chronologiczny: historia rzemiosła, przemysłu, rolnictwa, osadnictwa, a także archeologia, budownictwo i architektura, transport i komunikacja, konsumpcja, higiena, medycyna i zdrowotność, sztuka wojskowa, źródłoznawstwo, metody badawcze, ochrona zabytków, organizacja nauki, muzeów i wystaw, demografia, antropologia, środowisko geograficzne. Dotyczą szeroko rozumianej kultury materialnej terenu Europy Centralnej (przede wszystkim Polski i krajów ościennych) od pradziejów po XX w.
Artykuły publikowane są w języku polskim lub angielskim.
Punkty MNiSW (2021): 100
Redaktorzy pisma:
- 1953–1968 – Aleksander Gieysztor
- 1969–1975 – Kazimierz Majewski
- 1976–1991 – Wojciech Szymański
- 1992–2017 – Andrzej Klonder
- 2017–2021 – Elżbieta Mazur
- 2021 – Magdalena Bis
- od 2022 - Karol Żojdź